# Euphorbia bergeri
Euphorbia bergeri ist eine Pflanzenart aus der Gattung Wolfsmilch (Euphorbia) in der Familie der Wolfsmilchgewächse (Euphorbiaceae).

## Beschreibung
Die sukkulente Euphorbia bergeri bildet aus einer sukkulenten Wurzel, die in die Sprossachse übergeht, kleine Sträucher mit einem umgekehrt konischen Körper aus. Um den zentralen und mit Warzen besetzten Vegetationspunkt herum stehen aufrechte bis ausgebreitete Zweige, die 7,5 bis 22,5 Zentimeter lang und bis 17 Millimeter dick werden. Sie sind in Abschnitte gegliedert und mit deutlichen und schief verlängerten Warzen versehen, die bis 8 Millimeter lang und 5 Millimeter breit werden können. Die linealischen Blätter werden bis 12 Millimeter lang und sind kurzlebig.
Es werden einzelne Cyathien an den Spitzen der Zweige ausgebildet, die an 4 bis 10 Millimeter langen Blütenstandstielen stehen, an denen wiederum etwa vier kleine Tragblätter vorhanden sind. Diese Tragblätter verhärten sich in der Regel und verbleiben an den Stielen. Die Cyathien werden bis 7 Millimeter groß. Die länglichen Nektardrüsen sind grün gefärbt und am Rand mit drei bis sieben kurzen, weißlichen Anhängseln versehen. Der Fruchtknoten ist sitzend. Über die Früchte und den Samen ist nichts bekannt.

## Verbreitung und Systematik
Euphorbia bergeri ist nur aus Kultur bekannt.
Euphorbia bergeri gehört zur Sektion Anthacanthae der Untergattung Athymalus. Die Erstbeschreibung der Art erfolgte 1915 durch Nicholas Edward Brown.
Bei der Art wird eine Hybride vermutet, dessen einer Elternteil Euphorbia caput-medusae sein könnte.